# Josep Royo

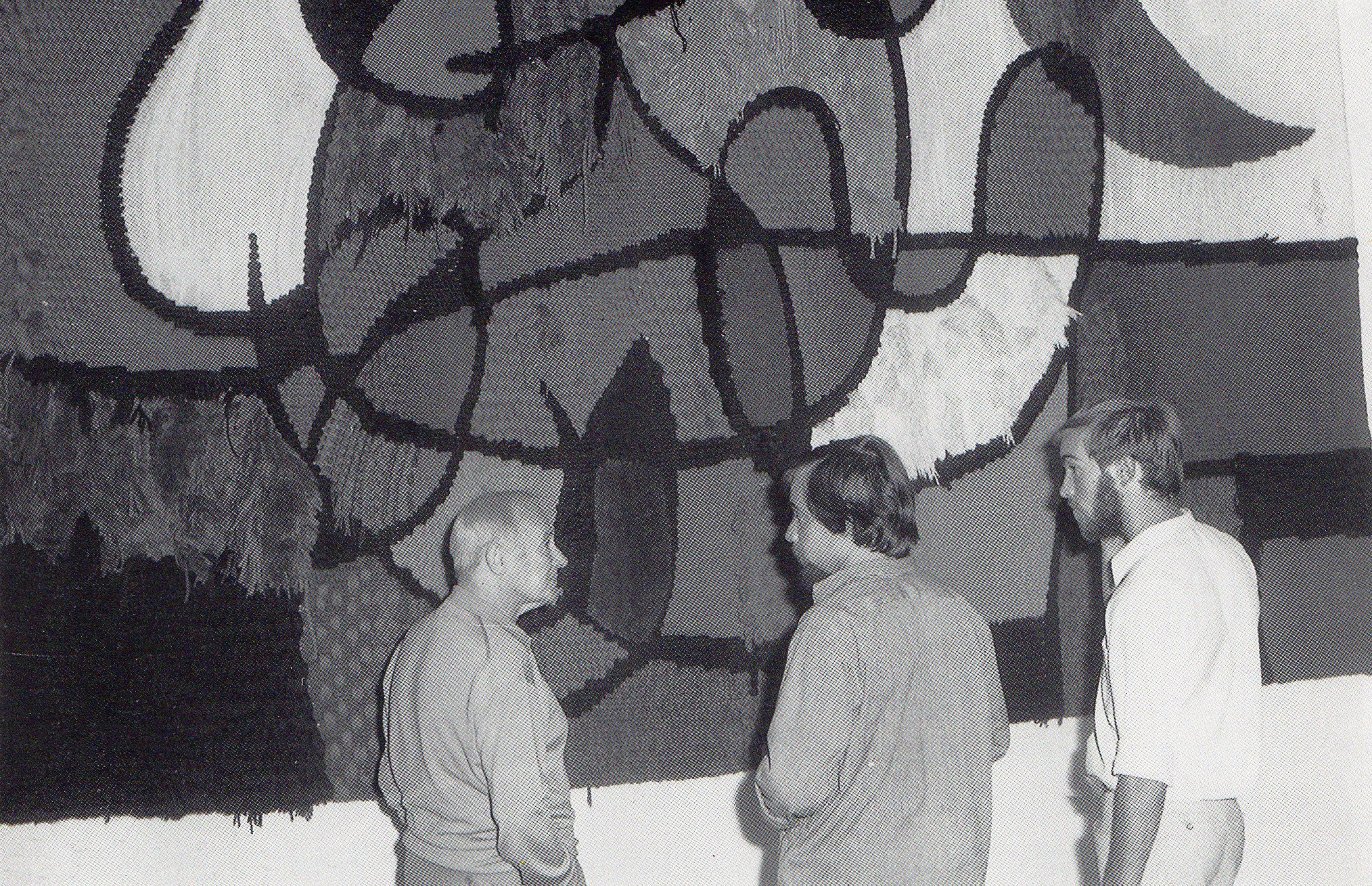
Royo (centro) junto con Joan Miró (izquierda) y Carles Delclaux (derecha) observando la primera versión del tapiz de Tarragona.

Josep Royo (Barcelona, 1945) es un artista español, reconocido principalmente por sus tapices.
Junto con el también artista catalán Joan Miró, fue el creador del Gran Tapiz del World Trade Center, que se encontraba colgado en el lobby de la torre sur del World Trade Center entre 1974 hasta su destrucción en el 2001. También colaboró con Miró en la creación de un tapiz para la sede del CaixaBank en Barcelona. El logo de CaixaBank está inspirado en aquél.
Sus obras de arte se encuentran en diversas ubicaciones alrededor del mundo, principalmente en el Museu D'Art Modern De Tarragona en España, en el Museo Rufino Tamayo en Ciudad de México, y en la National Gallery of Art en Washington D. C..

## Premios
1986- Premio de tapices de Aranjuez.